# 青いセーター
『青いセーター』は、1964年6月5日に発売された橋幸夫の45枚目のシングルである（SV-59）。

## 概要
- 作詞は佐伯孝夫、作曲は吉田正で橋の両恩師により制作された楽曲である。
- 40枚めのシングル『白い制服』（63年8月）がランキング月間1位（『明星』第7回）、45枚めのシングル『赤いブラウス』（64年1月）は月間２位（『明星』第8回）を獲得したため、カラーシリーズ3作目として[2]本楽曲が制作された。
- 前作の『赤いブラウス』が「赤という色の持つ鮮烈な印象をブラウスに託した」のに対して、本作『青いセーター」は「青が象徴する清潔で純粋な感じをセーターに託した楽曲」[3]としている。
- 本楽曲は、高原の温泉を訪れた際の青いセータ似合う女性との恋物語とその別れの風景を謳ったもの。「股旅もの」、「時代歌謡」、「青春歌謡」やこの後の「リズム歌謡」などは違って『赤いブラウス』同様「恋愛もの」[4]に属する。
- 本楽曲を含む「カラー三部作」は17cmLP「白い制服」（SVC-230）に3曲とも収録されている。
- c/wの『霧のローカル飛行場』も、佐伯、吉田の作詞作曲である。

## 収録曲
1. 青いセーター
作詞：佐伯孝夫、作・編曲：吉田正
2. 霧のローカル飛行場
作詞：佐伯孝夫、作・編曲：吉田正

## 収録アルバム
- 最近のCDでのベスト盤への収録は少ない
  - LP『橋幸夫ゴールデン・シリーズ』（2枚組　SJV1581-152）1965年12月他
  - CD『橋幸夫＜TWIN BEST＞』[2CD]1998/11（VICL-41033～4）
- CD-BOXでの収録は以下の通り
  - 『橋幸夫大全集』（CD-BOX 6枚組） [1993年9月20日発売] Disc4
  - 『橋幸夫ベスト100+カラオケ15』（CD-BOX 5+1枚組） [2015年10月28日発売] Disc1